# بي بي إس إس بي بي
بي بي إس إس بي بي (بالإنجليزية: PPSSPP)‏ هو محاكٍ لتشغيل ألعاب بي إس بي على العديد من الأجهزة، من بينها هواتف الأندرويد حيث يلعب دور محاكي يقوم بتشغيل تلك الألعاب التي تُلعب خصيصا على أجهزة البي إس بي على غرار ألعاب كرة القدم مثل ال PES وكذلك ال FIFA  وغيرهم الكثير، هذا بالإضافة إلى قدرته على تشغيل ألعاب أخرى، كالألعاب الحربية أو ألعاب السباق وما إلى ذلك.